# 血红杜鹃
血红杜鹃（学名：Rhododendron sanguineum），为杜鹃花科下的一个植物变种。